# آدم بودن
آدم بودن (بالإنجليزية: Adam Bowden) هو منافس ألعاب قوى بريطاني، ولد في 5 أغسطس 1982 في واتفورد في المملكة المتحدة.

## وصلات خارجية
- آدم بودن على موقع الاتحاد الدولي لألعاب القوى (الإنجليزية)
- آدم بودن على موقع ThePowerOf10.info (الإنجليزية)
- آدم بودن على موقع اتحاد الترياتلون الدولي (الإنجليزية)
- آدم بودن على موقع اتحاد ألعاب الكومنولث (مؤرشف) (الإنجليزية)